# Beatriz Miranda-Galarza
(Hilda) Beatriz Miranda-Galarza (geb. 1971 in Ecuador) ist eine ecuadorianische Soziologin und Anthropologin. Seit 2023 ist sie UN-Sonderberichterstatterin zu den Menschenrechten von Personen mit Lepra.

## Biographie
Beatriz Miranda-Galarza kam 1971 in Ecuador zur Welt und wuchs in einer Familie mit acht Kindern auf. Einige ihrer Geschwister waren aufgrund eines Fragiles-X-Syndroms geistig behindert. Sie absolvierte ein Soziologie-Studium an der Universidad Central del Ecuador und erwarb einen Master in lateinamerikanischen Studien an der Universidad Andina Simón Bolívar in Quito. Schwerpunkt ihres Anthropologiestudiums an der Katholieke Universiteit Leuven war die Gesundheitssituation von Minderheiten. An der University of Leeds promovierte sie 2010 in Soziologie und Disability Studies. Der Titel ihrer Dissertation war Family and disability in Ecuador: a critical social and cultural analysis of the concept of intellectual disability.
Ab 2010 koordinierte Miranda-Galarza für die Vrije Universiteit Amsterdam ein Projekt, das die gesellschaftlichen Reaktionen auf Menschen mit Lepra und anderen Behinderungen in Indonesien untersuchte.
Von 2015 bis 2016 leitete sie das Bridges-Projekt über die Nachhaltigkeit kleiner Selbsthilfeorganisationen von Behinderten und Lepra-Betroffenen in Indonesien und Brasilien. Parallel untersuchte sie in einer Studie den Aufbau von integrativen Schulen in Ecuador.
Seit 2013 arbeitet sie als Forscherin und Beraterin für das 17, Instituto de Estudios Críticos in Mexiko-Stadt, seit 2018 lebt sie auch in Mexiko. Miranda-Galarza unterstützt den Plan der Weltgesundheitsorganisation (WHO) zur Ausrottung der Lepra, betont aber die Notwendigkeit eines umfassenden Ansatzes, der medizinische Behandlung mit sozialer Inklusion und Menschenrechten verbindet.
2023 wurde sie vom UN-Menschenrechtsrat zur Nachfolgerin der Portugiesin Alice Cruz als ehrenamtliche Sonderberichterstatterin zur Situation von Menschen mit Lepra ernannt, wobei ihr Mandat um den Familienaspekt erweitert wurde (Special Rapporteur on the elimination of discrimination against persons affected by leprosy (Hansen’s disease) and their family members).

## Veröffentlichungen (Auswahl)
- B. Miranda-Galarza, M. Lusli et al.: The power of personal knowledge: reflecting on conscientization in lives of disabled people and people affected by leprosy in Cirebon, Indonesia. In: Knowledge Management for Development Journal. 9. Jahrgang, Nr. 2, 29. Oktober 2013, ISSN 1871-6342, S. 85–104 (englisch, km4djournal.org).
- Beatriz Miranda: Traveling through Remembrance as Praxis with Disability Baggage. In: Culture Machine. 19. Dezember 2014 (englisch).
- P. Devlieger, B. Miranda-Galarza et al.: Rethinking Disability: World Perspectives in Culture and Society. Maklu, 2016, ISBN 978-90-441-3417-9 (englisch, google.co.uk).
- Beatriz Miranda-Galarza: Nuestra historia no es mentira | 17, Editorial. In: 17editorial.org. Abgerufen am 24. Juni 2024 (spanisch).